# Campionat d'Espanya de trial 1983
La temporada de 1983 del Campionat d'Espanya de trial fou la 16a edició d'aquest campionat, organitzat per la Reial Federació Motociclista Espanyola. El calendari oficial constava de 12 proves puntuables, celebrades entre el 20 de març i l'1 de novembre. 5 de les proves programades es disputaren als Països Catalans: Trial de Barcelona (20 de març), Trial de Castelló de la Plana (10 d'abril), Trial d'Ibi (15 de maig), Trial de Girona (11 de setembre) i Trial de Barcelona (16 d'octubre).

## Classificació final
| Posició | Pilot            | Motocicleta  | Punts |
| ------- | ---------------- | ------------ | ----- |
| 1       | Toni Gorgot      | Montesa      | 154   |
| 2       | Lluís Gallach    | Montesa      | 131   |
| 3       | Gabino Renales   | Merlin       | 83    |
| 4       | Andreu Codina    | Montesa      | 80    |
| 5       | Pere Ollé        | Beta         | 63    |
| 6       | Manuel Soler     | Merlin       | 55    |
| 7       | Jaume Subirà     | Fantic       | 52    |
| 8       | Joan Freixas     | Merlin       | 43    |
| 9       | Marcel·lí Corchs | Derbi/Fantic | 38    |
| 10      | Boni Geebelen    | SWM          | 36    |

## Categories inferiors
| Categoria | Guanyador      | Motocicleta |
| --------- | -------------- | ----------- |
| Sènior    | Narcís Sánchez | ?           |
| Júnior    | Ronald Garcia  | ?           |